# واو (أغنية بوست مالون)
«وأو» (بالإنجليزية: Wow) هي أغنية للرابر الأمريكي بوست مالون. تم إصدارها كأغنية منفردة بواسطة ريبابليك ريكوردز في 24 ديسمبر 2018 قبل عيد الميلاد بيوم. كُتبت الأغنية بواسطة بوست مالون، وفرانك دوكز، ولويس بيل، وبيلي والش، وأُنتجت بواسطة فرانك دوكز، وبيل.
حصلت أغنية وأو علي رقم اثنان في بيلبورد هوت 100 الأمريكية، لتصبح سادس أغاني مالون في أعلي 10 أغاني منفردة باللائحة. وتصدرت أيضا المخططات في فنلندا، ونيوزيلندا، والنرويج، ووصلت إلي المراكز العشرة الأولي في أستراليا، وكندا، وجمهورية التشيك، والدانمارك، وإيرلندا، وماليزيا، والبرتغال، وسلوفاكيا، والسويد، والمملكة المتحدة؛ بالإضافة إلي أعلي الـ20 في النمسا، و بلجيكا (فلاندرز)، وألمانيا، وإيطاليا، ولبنان، واسكتلندا، وسنغافورة، وسويسرا.

## الترويج
صرح بوست مالون في وقت سابق من شهر ديسمبر بأنه يرغب في إطلاق «مجموعة أعمال» أخري قبل انتهاء العام؛ أغنيته المنفردة السابقة كانت زهرة عباد الشمس مع سوا لي، وهي أغنية منفردة رئيسية من الموسيقى التصويرية لفيلم ديسمبر 2018 سبايدرمان: إنتو ذا سبايدر-فيرس.

## الاستقبال النقدي
ذكرت (بالإنجليزية: HipHop-N-More) أن الأغنية تعطي شعور بأنها «أكثر من مجرد إلقاء»، قائلة أنها «قد تكون لحظة كبيرة أخري لبوست علي اللوائح والراديو». أطلقت عليها إن إم إي أحد أكثر أغاني بوست مالون «الأكثر تجريدا من التسجيلات حتي الآن»، قائلة أن موسيقى الراب التي قدمها علي إيقاع «تناقض صارخ» مع غناءه الأوتوني السابق والموسيقى «المنتجة بكثافة». قالت مجلة بيلبورد أن الأغنية «ترتد علي إيقاع التيك توك وباس عميق علي نفس الوتيرة» ، ووصفت الأغنية بأنها وقائع صعود بوست إلي الشهرة.

## الأداء في اللوائح
أغنية وأو ظهرت في رقم 47 علي بيلبورد هوت 100. في أسبوعه الثالث ارتفعت إلي رقم 11 قبل أن تصعد إلي المراكز العشرة الأولي، حيث وصلت إلي القمة في المرتبة الثانية، حيث يُحتل المركز الأول من قبل أغنية 7 حلقات لـأريانا غراندي في 6 أبريل 2019. انخفضت إلي رقم أربعة في الأسبوع التالي. بعد أسبوعين ارتفعت مرة أخري إلي ذروتها في المرتبة الثانية، وهذه المرة محجوبة من قبل ريمكس لأغنية طريق المدينة القديمة لـليل ناس X مع بيلي ري سايرس، التي بقيت هناك لمدة أسبوع آخر، وبلغ مجموعها ثلاثة أسابيع غير متتالية في موقع المركز الثاني. بقيت في المراكز العشرة الأولي لمدة 24 أسبوعا متتاليا.

## ريمكس
تم عرض الريمكس الرسمي للأغنية، والتي تضم مغني الراب رودي ريتش، وتايجا في 15 مارس 2019. هناك نسختان من الصوت للريمكس. أحدهما هو الإصدار الصريح والآخر هو الإصدار المعدل. تم نشر مقطع الفيديو الموسيقي للريمكس في 25 مارس 2019 علي قناة مالون علي يوتيوب. كما يظهر في الموسيقى التصويرية للعبة (بالإنجليزية: NBA 2K20).

## الفيديو الموسيقي
الفيديو الموسيقي لأغنية وأو تم إصداره في 19 مارس 2019 علي قناة مالون علي يوتيوب. في يوم إصدار الأغنية كان هناك فيديو رسوم متحركة لعيد الميلاد لأنه تم إصداره في اليوم السابق لعيد الميلاد. يحتوي الفيديو علي لقطات لمالون مع ريد هوت تشيلي بيبرز، ودي جي خالد، ومايك الانكور. قام جيمس ديفينا بإخراج الفيديو. وحصل علي 125 مليون مشاهدة علي موقع يوتيوب اعتبارا من 10 أغسطس 2019. تم إصدار الفيديو الموسيقي الخاص بريمكس للأغنية التي تضم رودي ريتش وتايجا بعد ستة أيام من 25 مارس 2019 علي قناة مالون علي يوتيوب.